# Tausa
Tausa ist ein weilerartiger Ortsteil von Schöndorf im Saale-Orla-Kreis in Thüringen. In Tausa wohnten 2012 86 Personen.

## Lage
Tausa befindet sich wie Külmla im gleichen muldenartigen Hochplateaus des Südostthüringer Schiefergebirges und liegt an der Bundesstraße 2550 etwas weiter östlicher.

## Geschichte
Die urkundliche Ersterwähnung des Dorfes erfolgte 1378. In dieser Zeit liegen auch die Ursprünge des Rittergutes Tausa, das bis 1945 Bestand hatte. Im Mittelalter waren hier die von Obernitz begütert. Die Landwirtschaft prägt von jeher den Ort auf Grund der günstigen klimatischen und geologischen Bedingungen des Schleizer Oberlandes.
Der Ort gehörte bis 1815 zum kursächsischen Amt Ziegenrück und kam nach dessen auf dem Wiener Kongress beschlossenen Abtretung mit dem Großteil des Neustädter Kreises zum Großherzogtum Sachsen-Weimar-Eisenach.
Am 1. Januar 1979 wurden die drei Orte Schöndorf, Tausa und Külmla zur politischen Gemeinde Schöndorf zusammengelegt.